# Pseudaneitea grana
Pseudaneitea grana är en snäckart som beskrevs av Burton 1983. Pseudaneitea grana ingår i släktet Pseudaneitea och familjen Athoracophoridae. Inga underarter finns listade i Catalogue of Life.